# ارگ جلال‌آباد
ارگ جلال‌آباد سیستان مربوط به دوره قاجار است و در شهرستان زابل، بخش میان کنگی، روستای جلال‌آباد واقع شده است.
این اثر در تاریخ ۱۶ شهریور ۱۳۸۳ با شمارهٔ ثبت ۱۱۰۹۲ به‌عنوان یکی از آثار ملی ایران به ثبت رسیده است.